# ناحیه هوزیر، شهرستان کلی، ایلینوی
ناحیه هوزیر، شهرستان کلی، ایلینوی (به انگلیسی: Hoosier Township) یک منطقهٔ مسکونی در ایالات متحده آمریکا است که در شهرستان کلی، ایلینوی واقع شده‌است. ناحیه هوزیر ۳۳۸ نفر جمعیت دارد و ۱۴۱ متر بالاتر از سطح دریا واقع شده‌است.